# Petrovice u Karviné
Petrovice u Karviné (polsky Piotrowice koło Karwiny, německy Petrowitz bei Freistadt) jsou obec v okrese Karviná v Moravskoslezském kraji. Leží severně od města Karviné, na východě a severu hraničí s Polskem (město Jastrzębie-Zdrój, gmina Godów a obec Horní Marklovice).
Žije zde přibližně 4 900 obyvatel. Petrovice u Karviné tak jsou jednou z největších obcí v České republice, která nemá status městyse ani města.

## Části obce
Její čtyři části bývaly samostatnými vesnicemi, které byly několikrát spojeny a zase rozděleny. Definitivní sloučení v jednu obec proběhlo v roce 1952.
- Petrovice u Karviné
- Dolní Marklovice
- Prstná
- Závada

## Historie

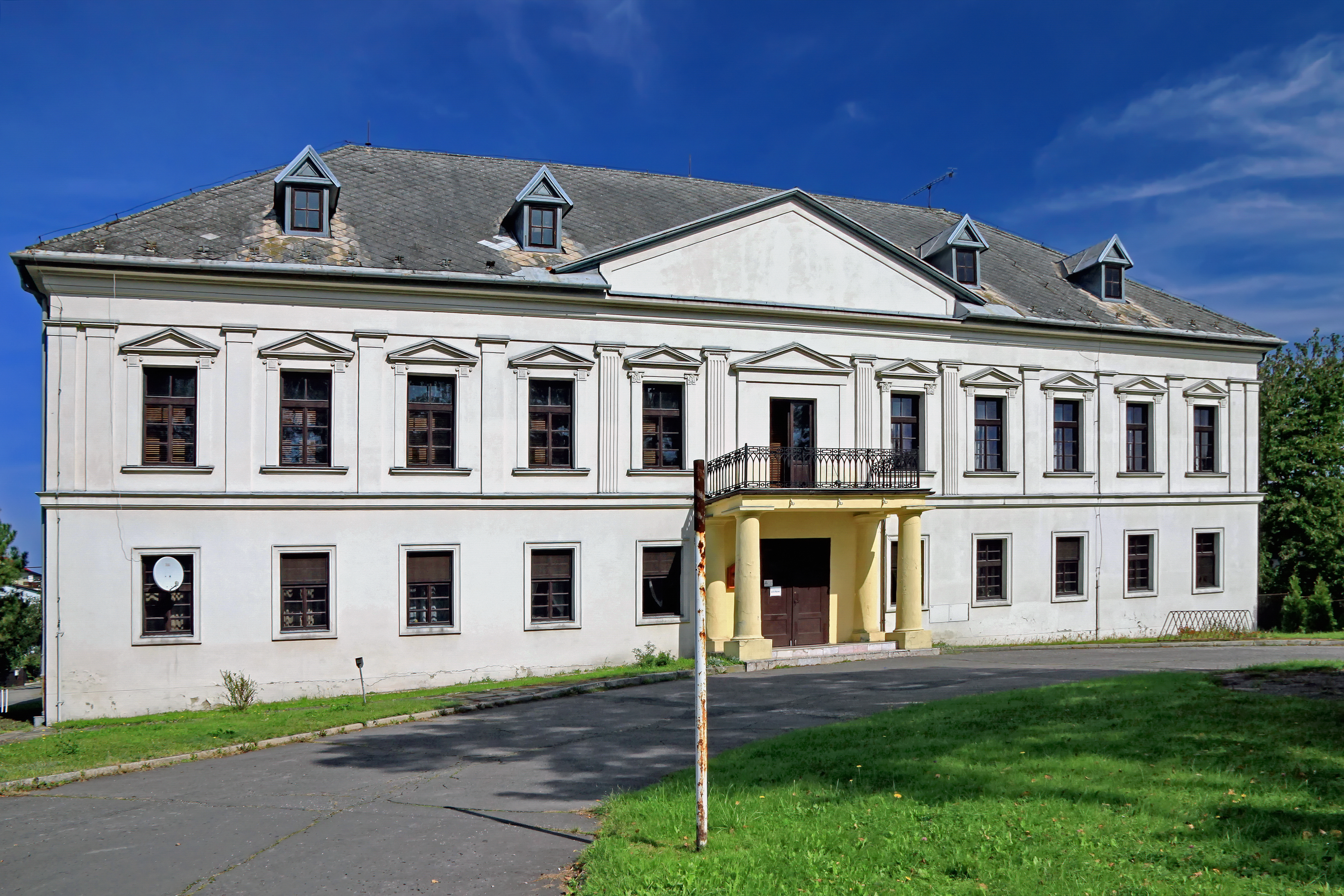
Zámeček v obci Prstná

Prvé písemné zmínky o obci Petrovice jsou z roku 1335, kdy je zmiňována existence kostela v dokumentu Svatopetrského haléře. Protože leží na území Slezska, prošla obec během své historie zajímavým vývojem z hlediska státního: patřila pod Polské království, České království, Rakouské císařství a později pod Rakousko-Uhersko. Součástí ČSR se stala až roku 1920 po válce s Polskem.
Petrovice s okolními vesnicemi zastavil v roce 1569 těšínský kníže Bedřich Kazimír městu Fryštátu (součást dnešní Karviné). O tři roky později koupil Fryštát i s okolními vesnicemi Václav Cigán se Slupska, později jeho nejstarší syn Mikuláš zdědil mj. Petrovice. Ty se staly v roce 1727 součásti panství Ráj (část dnešní Karviné) vlastněného Rudolfem Taaffem, které od něj roku 1792 odkoupil Jan Larisch-Mönnich a vlastnil je až do pozemkové reformy po první světové válce.
Roku 1855 byla postavena nádražní budova pro středem vesnice vedoucí jednokolejnou železniční trať, součást Severní dráhy císaře Ferdinanda, v roce 1889 byla zdvojkolejněna. Nádraží v Petrovicích se v roce 1898 stalo výchozím bodem 11,4 km dlouhé Karvinské Místní dráhy KFNB, která vedla na hlavní karvinské nádraží, dnes zakončené na km 5,2 za stanicí Karviná město. V říjnu 1938 bylo území zabráno Polskem a následovala nacistické okupace. Petrovice u Karviné byly osvobozeny dne 1. května 1945 Sovětskou armádou, předtím byla v blízkosti víc než měsíc frontová čára.
Při sčítání roku 1850 měly Petrovice u Karviné 903 obyvatel, v roce 1930 bylo evidováno 1594 obyvatel a 242 domů. Podle rakouského sčítání lidu v roce 1910 měly Petrovice, Dolní Marklovice, Prstná a Závada celkem 3696 obyvatel, z toho 3516 bylo trvale registrovaných, 3311 (94,2 %) bylo polsky, 148 (4,2 %) německy a 57 (1,6 %) česky mluvících, 3618 (97,9 %) bylo katolíků, 36 (1 %) protestantů, 4 (0,1 %) kalvinistů, 36 (1 %) židů a 2 lidé byli jiného náboženství nebo označení. Roku 1980 se počet obyvatel zvýšil na 3830 osob a bylo napočteno 1209 bytů; z toho k české národnosti se hlásilo 78,5 %, k polské 15,9 % a ke slovenské 4,6 % obyvatel. Počátkem roku 2011 zde žilo 5350 obyvatel, v roce 2006 jich bylo 5499.

## Současnost
Rozvoji obce pomohla výstavba železniční stanice a také chemická továrna na sodu, kterou nechal vybudovat Jindřich Larisch-Mönnich. Chemička sice roku 1958 zanikla, ale železniční stanice existuje dodnes a je důležitou přechodovou stanicí. V obci se nachází motokrosová dráha – Petrovická kotlina, kde se pořádá mezinárodní mistrovství ČR v motokrosu. Jsou zde dva fotbalové kluby, v Závadě je hřiště fotbalového klubu TJ Lokomotiva Petrovice, v Petrovicích zase působí tým TJ Inter Petrovice. Úspěšný je také florbalový klub Z.F.K. Petrovice, který hrál 1. ligu (druhou nejvyšší soutěž) od roku 2017 až do roku 2022, ve kterém sestoupil zpět do Národní ligy. Největší událostí v Petrovicích jsou obecní slavnosti každoročně pořádané  v areálu Petrovické kotliny.

## Pamětihodnosti
- Kostel sv. Martina z roku 1789 (Petrovice)
- Kamenný kříž Kalvárie z roku 1858 (Petrovice)
- Socha sv. Jana Nepomuckého z konce 18. století (Petrovice)
- Kaple sv. Jana Nepomuckého z roku 1862 (Závada)
- Pomník čs. letců Bílka a Slatinského (Závada)
- Dřevěný kostel Nanebevstoupení Páně z roku 1739 (Dolní Marklovice)
- Pomník sv. Václava z roku 1929 (Dolní Marklovice)
- Empírový zámeček s anglickým parkem z konce 18. století (Prstná)[6]